# زمین (فیلم ۱۹۳۰)
«زمین» (اوکراینی: Земля) فیلمی در ژانر درام به کارگردانی الکساندر داوژنکو و یولیا سولنتسه وا است که در سال ۱۹۳۰ منتشر شد. از بازیگران آن می‌توان به یولیا سولنتسه وا اشاره کرد.